# Sarah Blaffer Hrdy

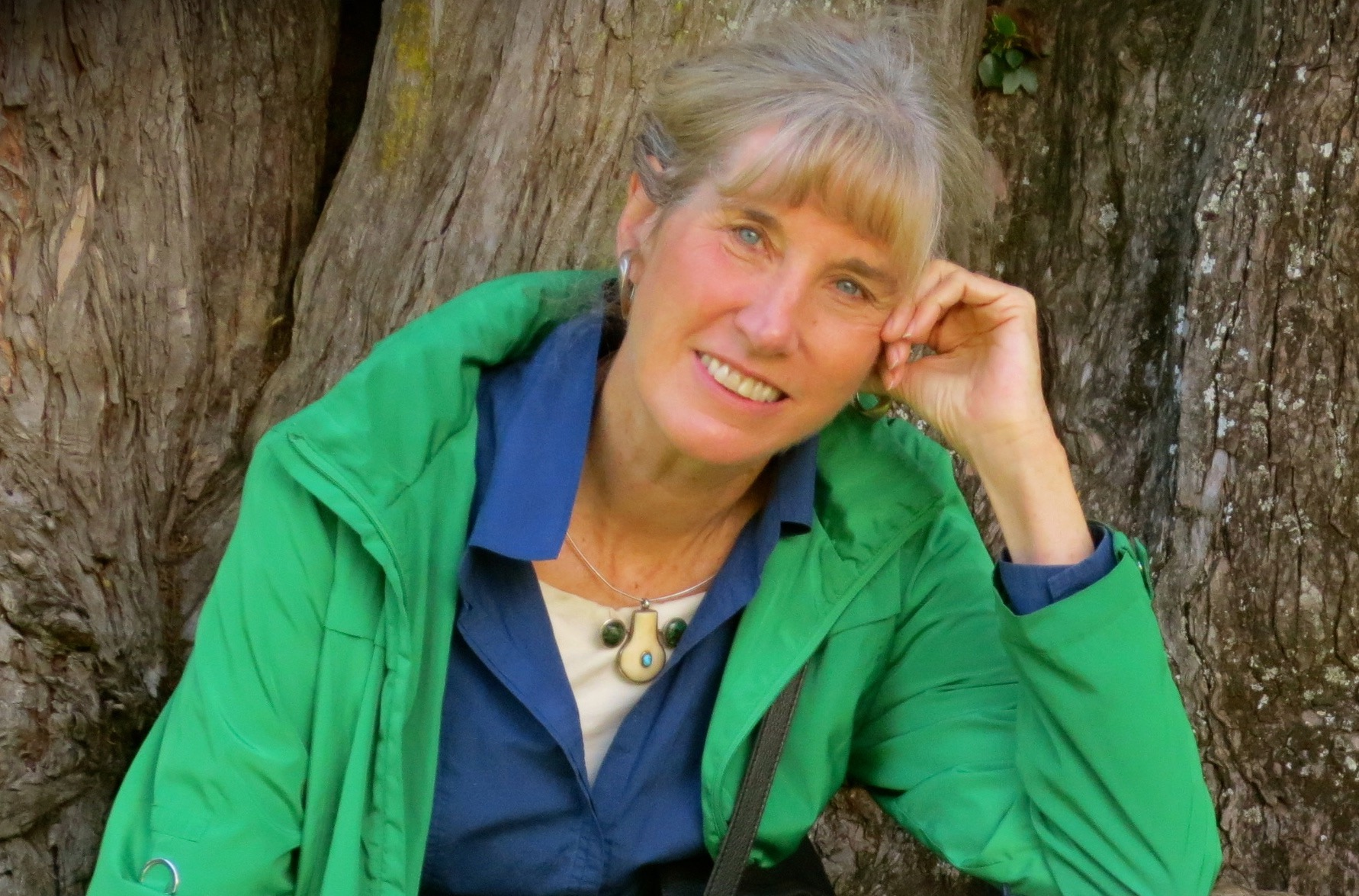
Sarah Blaffer Hrdy, 2013

Sarah Blaffer Hrdy (* 11. Juli 1946 in Dallas, Texas, USA) ist eine US-amerikanische Anthropologin, Verhaltensforscherin und Primatologin, die dadurch bekannt wurde, dass sie einige bedeutende Thesen zur Evolutionspsychologie und Soziobiologie aufstellte. Sie ist emeritierte Professorin an der Universität von Kalifornien und lebt in Winters.

## Leben und Wirken
Sarah Blaffer Hrdy studierte am Radcliffe College in Cambridge, Massachusetts, Anthropologie. Sie schloss ihr Studium 1969 mit dem akademischen Grad des Bachelors und der Bewertung summa cum laude ab.
1969 begann sie ihre Forschungsarbeiten an Kolonien der Hanuman-Languren am Mount Abu in Indien. Sie untersuchte bei diesen Schlankaffen das Auftreten von Kindstötungen in einzelnen Gruppen innerhalb der Kolonie, von denen man annahm, dass sie durch Überbevölkerung ausgelöst würden. Ihre Untersuchungen ergaben jedoch, dass die Kindstötungen nicht in Zusammenhang mit Überbevölkerung stehen, sondern dann auftreten, wenn ein von außerhalb kommendes Langurenmännchen die Vorherrschaft in einer Gruppe übernimmt. Die Mutter der getöteten Kinder wird schnell wieder empfängnisbereit, und das neue Männchen kann sich mit ihr paaren. Blaffer Hrdy diskutierte mögliche weibliche Gegenstrategien zum Schutz vor diesem Verhalten.
1977 veröffentlichte sie ihr Buch „The Langurs of Abu: Female and Male Strategies of Reproduction“, in dem sie als Erste die Reproduktionsstrategien von Nichtmenschenaffen aus der Sicht beiderlei Geschlechter beschrieb.

## Veröffentlichungen (Auswahl)

### Bücher
- Mutter Natur: Die weibliche Seite der Evolution. Berlin Verlag, Berlin 2000, ISBN 978-3-8270-0240-2.
- Mütter und Andere: Wie die Evolution uns zu sozialen Wesen gemacht hat. Berlin Verlag, Berlin 2010, ISBN 978-3-8270-0885-5.
- Father Time. A Natural History of Men and Babies. Princeton University Press, Princeton 2024, ISBN 0691238782.

### Fachartikel
- Male-Male Competition and Infanticide Among the Langurs (Presbytis entellus) of Abu, Rajasthan. In: Folia Primatologica. Band 22, Nr. 1, 1974, S. 19–58, doi:10.1159/000155616; Volltext.
- mit D. Hrdy: Hierarchical relations among female Hanuman langurs (Primates: Colobinae, Presbytis entellus). In: Science. Band 193, 1976, S. 913–115.
- Infanticide among Animals: A Review, Classification, and Examination of the Implications for the Reproductive Strategies of Females. In: Ethology and Sociobiology. Band 1, Nr. 1, 1979, S. 13–40, doi:10.1016/0162-3095(79)90004-9; Volltext.
- mit G. C. Williams: Behavioral biology and the double standard. In: S. Wasser (Hrsg.): Social Behavior of Female Vertebrates. Academic Press, New York 1983, S. 3–17.
- Infanticide as a reproductive strategy. In: Current Contents. Band 40, Nr. 8, 1991.
- Evolutionary context of human development: The cooperative breeding model. In: C. S. Carter und andere (Hrsg.): Attachment and Bonding, a new synthesis. M.I.T. Press, Cambridge 2005, S. 9–32.

## Auszeichnungen
- Guggenheim Fellow
- Mitglied, National Academy of Sciences
- Mitglied, American Academy of Arts and Sciences
- Mitglied, American Philosophical Society (2011)[2]
- Mitglied, California Academy of Sciences
- 2003 recipient, University of California Panunzio award (honoring outstanding scholarly work and service achievements since retirement)
- NYT Notable Books of 1981, The Woman That Never Evolved
- Publisher’s Weekly, „Best Books of 1999“, Mother Nature
- Library Journal, „Best Books of 1999“, Mother Nature
- Howells Prize for Outstanding Contributions to Biological Anthropology, Mother Nature
- 2014 NAS Award for Scientific Reviewing

## Belege
1. ↑  The Langurs of Abu: Female and Male Strategies of Reproduction. Harvard University Press, 1978, ISBN 978-0-674-51057-9.
2. ↑  Member History: Sarah Blaffer Hrdy. American Philosophical Society, abgerufen am 4. Oktober 2018.

| Personendaten    | Personendaten                                                         |
| ---------------- | --------------------------------------------------------------------- |
| NAME             | Blaffer Hrdy, Sarah                                                   |
| ALTERNATIVNAMEN  | Hrdy, Sarah Blaffer; Blaffer Hrdy, Sarah                              |
| KURZBESCHREIBUNG | US-amerikanische Anthropologin, Verhaltensforscherin und Primatologin |
| GEBURTSDATUM     | 11. Juli 1946                                                         |
| GEBURTSORT       | Dallas, Texas, USA                                                    |